# Curtis McClinton
Curtis McClinton é um ex-jogador profissional de futebol americano estadunidense.

## Carreira
Curtis McClinton foi campeão da Super Bowl IV jogando pelo Kansas City Chiefs.